# Castillo Point
Castillo Point är en udde i Antarktis. Den ligger i Västantarktis. Inget land gör anspråk på området.
Terrängen inåt land är platt åt nordväst, men åt sydost är den kuperad. Havet är nära Castillo Point åt nordost. Trakten är obefolkad. Det finns inga samhällen i närheten.